# Priscula andinensis
Priscula andinensis là một loài nhện trong họ Pholcidae. Loài này được phát hiện ở Venezuela.